# IUCN-ov crveni popis
IUCN-ov crveni popis ugroženih vrsta ili kraće IUCN-ov crveni popis je popis ugroženih biljnih i životinjskih vrsta utemeljen 1963. godine. Najobuhvatniji je svjetski popis takve vrste. Obuhvaća globalni status zaštite biljnih i životinjskih vrsta.
IUCN, Međunarodni savez za očuvanje prirode (eng. International Union for Conservation of Nature) je glavni svjetski autoritet po pitanju statusa zaštite vrsta.
Države i organizacije su napravile niz regionalnih crvenih popisa kojima procjenjuju rizik ugroženosti vrsta unutar određene političke jedinice.
IUCN-ov popis je sastavljen prema točnim kriterijima radi vrijednovanja rizika izumiranja tisuća vrsta i podvrsta. Ovi kriteriji su relevantni za sve vrsta u svim dijelovima svijeta. Cilj je dati na značaju i shvaćanju hitnosti pitanja zaštite vrsta kod javnosti i kreatora politike, kao i doći do pomoći međunarodne zajednice radi pokušavanja smanjenja izumiranja vrsta.

## Kategorije ugroženosti
Crveni popis dijeli vrste u devet kategorija: 
- Neprocijenjene vrste (Not Evaluated, NE) – vrsta nije još procijenjena i svrstana u kategoriju
- Nedovoljnost podataka (Data Deficient, DD) – nema dovoljno podataka da bi se moglo točno ocijeniti stupanj ugroženosti
- Najmanji stupanj zabrinutosti (Least Concern, LC) – vrste koje se ne kvalificiraju kao ugrožene ili blizu ugroženosti
- Vrsta blizu ugroženosti (Near Threatened, NT) – vrste za koje postoji visoki rizik ugroženosti u bliskoj budućnosti

- Osjetljiva vrsta (Vulnerable, VU) – vrste kod kojih postoji rizik od izumiranja
- Ugrožena vrsta (Endangered, EN) – vrste kod kojih postoji visoki rizik od izumiranja
- Kritično ugrožena vrsta (Critically Endangered, CR) – vrste kojima prijeti izravno izumiranje

- Vrsta koja je izumrla u divljini (Extinct in the Wild, EW) – vrste od kojih jedine poznate jedinke žive u zatočenosti ili uzgoju
- Izumrla vrsta (Extinct, EX) – nema sumnje da više nema nijedne jedinke vrste; vrsta više ne postoji

## Vanjske poveznice
- IUCN Red List